# أليكساندر هاردي
أليكساندر هاردي (بالفرنسية: Alexandre Hardy )‏ (و. 1570 – 1632 م) هو ممثل، وكاتِب، وكاتب مسرحي، من فرنسا، ولد في باريس، توفي عن عمر يناهز 62 عاماً.